# Hightop
 (juin 2020).
Hightop est un sommet des montagnes Blue Ridge, aux États-Unis. Il culmine à 1 093 mètres d'altitude à la frontière du comté de Greene et du comté de Rockingham, en Virginie. Protégé au sein du parc national de Shenandoah, il peut être atteint par le sentier des Appalaches.